# 長崎県立諫早商業高等学校
長崎県立諫早商業高等学校（ながさきけんりつ いさはやしょうぎょう こうとうがっこう、Nagasaki Prefectural Isahaya Commercial High School）は、長崎県諫早市宇都町に所在する公立の商業高等学校。通称は諫商（かんしょう）。
長崎街道・永昌宿の佐賀代官屋敷跡から長崎街道追分を見る宇都の丘にある。

## 概要
歴史
1941年（昭和16年）に開校した「長崎県立諫早商業学校」を前身とする。太平洋戦争中には航空工業学校に転換した。戦後は再び商業学校に戻り、1948年（昭和23年）の学制改革により、現校名の「長崎県立諫早商業高等学校」（新制高等学校）となるが、間もなく長崎県立諫早高等学校に統合され、同高等学校の商業科となる。1956年（昭和31年）に諫早高等学校から分離し、再び「長崎県立諫早商業高等学校」となった。2011年（平成23年）に創立70周年を迎えた。
設置課程・学科
全日制課程 3学科
- 商業科

簿記教育に力を入れ、日商簿記2級合格を目指した「簿記」の授業が行われている。それに加え、ワープロ・表計算・画像処理などのコンピュータの技術、マーケティングなどの商業の知識を活かし、校外で行われる「諫商商店街」（販売実習）を行い、地域商店街との連携を深めている。「課題研究」では、調査・実習・資格取得などの講座の中から自分の興味・関心のある授業を選択して学ぶ「課題研究」もある。商業人としての実践力や社会人としての自覚を高めることを目的としたカリキュラムとなっている。
- 情報科（旧情報処理科）（2011年（平成23年）現在、長崎県内の県立高校で情報科の設置校は諫早商業高校だけである）

従来の情報処理科とは異なり、情報に関する科目を集中的に学習できる。数少ない情報の専門学科である。システム設計や管理・運営などの情報スペシャリストの育成を目的として設置された。「情報システムの開発」「ネットワークシステム」「マルチメディア表現」「情報産業と社会」「コンピュータデザイン」「アルゴリズム」など専門科目「情報」を学び、残りは普通科目を学習する。システム設計やマルチメディアなど情報の基礎的・基本的な知識・技術を学び、情報システムの設計・管理をはじめ、高度情報通信社会の様々な場面で専門的知識と技術を活かして活躍できる人材を育成している。
国家資格の基本情報技術者試験（FE）の午前科目免除制度の認定校となっている。
- 国際コミュニケーション科（旧国際経済科）

コミュニケーション能力を高め、国際社会に貢献できる人材を育成する学科である。外国語は英語と中国語を学ぶ。ALTとのティームティーチングによる少人数の授業や、LL機器・パソコンを活用した授業が行われている。また国際交流活動やオーストラリアへの夏季ホームステイ研修、中・長期留学も行われ、効果的な学習の一助となっている。
校訓
「実力・責任・忍耐・奉仕」
校章
制作は当時の教諭によるもので、ギリシャ神話による商業の守護神ヘルメスが手にしていた杖に絡んだ二匹の蛇と平和のシンボルである鳩の羽ばたきを表し、中央には「高」の文字（俗字体のはしご高）。
旧校章
- 諫早商業学校時代 - 諫早家の裏紋章を図案化したもの。中央には商業の「商」の文字。
- 諫早航空工業学校時代 - 3つのプロペラが三角形状に並び、中央に工業の「工」の文字。
- 諫早高等学校商業科時代 - 諫早高等学校を参考。

校歌
作詞は吉田恔一郎、作曲は仁木正光によるもの。諫早商業高等学校のウェブサイトで、歌詞入りの曲を過去の写真とともに視聴することができる。

## 沿革
- 1941年（昭和16年）4月1日 - 「長崎県立諫早商業学校」が創立。創立年数はこの年を基準に数えられている。
- 1943年（昭和18年）- 長崎青年師範学校男子部が移転してきて、校舎を一時的に使用。
- 1944年（昭和19年）4月1日 - 「長崎県立諫早工業学校」に転換[2]。
- 1945年（昭和20年）4月1日 - 「長崎県立諌早航空工業学校」に転換[2][7]。
戦争終了後、「長崎県立諫早商業学校」に戻る。
- 1948年（昭和23年）
  - 4月1日 - 学制改革に伴い、「長崎県立諫早商業高等学校」（新制高等学校）として発足。
  - 11月1日 - 長崎県立諫早高等学校（男子校）・長崎県立諫早女子高等学校、長崎県立諫早商業高等学校の3校が統合され、「長崎県立諫早高等学校」となる。校章を制定。
    - 全日制課程普通科・家庭科・商業科を有する総合高等学校となる。
    - 校舎は2校舎体制をとる。
      - 東校舎（旧・諫早中学校校舎 / 普通科）
      - 西校舎（旧・諫早高等女学校 / 家庭科・商業科）
- 1949年（昭和24年）4月1日 - 定時制（夜間部）設置認可を受け、5月7日に開設。
- 1956年（昭和31年）4月1日 - 商業科が分離・独立し、「長崎県立諫早商業高等学校」（現校名）となる。校舎は西校舎を継続して使用。
- 1958年（昭和33年） - 諫早高等学校の家庭科の募集停止に伴い、家政科を設置。
- 1961年（昭和36年） - 創立20周年を迎える。
- 1971年（昭和46年） - 創立30周年を迎える。
- 1981年（昭和56年） - 創立40周年を迎える。
- 1985年（昭和60年） - 情報処理科2学級を新設。
- 1991年（平成3年） - 創立50周年記念式典を挙行。
- 1992年（平成4年） - 国際経済科を設置。
- 2001年（平成13年） - 創立60周年記念式典を挙行。
- 2004年（平成16年）
  - 3月 - 国際経済科の募集を停止。
  - 4月1日 - 国際コミュニケーション科を設置[8]。
- 2007年（平成19年）
  - 3月 - 情報処理科の募集を停止。
  - 4月1日 - 情報科を設置。
- 2008年（平成20年） - 家政科、全国高校生パッチワーク&刺繍コンテストでグランプリ、準グランプリを受賞。
- 2009年（平成21年）3月 - 情報処理科を閉科（情報科に一本化）。
- 2011年（平成23年）
  - 3月 - 家政科の募集を停止。これにより、商業科（4クラス）、国際コミュニケーション科（1クラス）、情報科（1クラス）となる。
  - 11月5日 - 創立70周年記念式典を開催（翌日11月6日は記念文化祭）[9]。
    - 70周年記念テーマ - 「70周年の軌跡、久遠の光でつなぐ明日へのきらめき」
- 2013年（平成25年）3月31日 - 家政科[10]を廃止。

## 学校行事
3学期制。
1学期
- 4月 - 始業式、入学式、対面式、新入生歓迎行事
- 5月 - 中間考査、育友会（PTA総会）
- 6月 - 高総体、期末考査、高3三者面談（〜7月）、四方綱引諫早大会[11]
- 7月 - 体育祭、終業式、オーストラリアホームステイ、上海中国語研修、高2長期インターンシップ
- 8月 - 平和学習（9日、長崎原爆の日）、中学生1日体験入学（オープンスクール）

2学期
- 9月 - 始業式
- 10月 - 中間考査、開校記念日（17日）、県総文祭、芸術鑑賞会
- 11月 - 北斗祭（文化祭）、諫商商店街（商業科による販売実習）、期末考査（〜12月）
- 12月 - マラソン大会、終業式

3学期
- 1月 - 始業式
- 2月 - 高2修学旅行、学年末考査、同窓会入会式
- 3月 - 卒業式、球技大会、終業式（修了式）

## 部活動
運動部
- 陸上部
- 水泳部
- バスケットボール部
- バレーボール部（女）
- サッカー部（男）
- テニス（硬式）部
- ソフトテニス部（女）
- バドミントン部（女）
- ソフトボール部（女）
- 卓球部
- フェンシング部
- バトントワリング部（女）

文化部
- 美術部
- 書道部
- 吹奏楽部
- 放送部
- 演劇部
- 報道部

・ 写真部
・ 新聞部
- 茶道部
- 図書部
- WBC（ワープロ・簿記・コンピュータ部を併合）
- ESS (English Speaking Society)
- 商業クラブ
- 家庭クラブ

## 著名な出身者
- 木下紗佑里 - フリーダイビング選手、世界記録保持者
- 山口哲治 (サッカー選手) - 元サンフレッチェ広島、元サガン鳥栖
- 寺尾和明 - 元カルチュア・コンビニエンス・クラブ社長

## アクセス
最寄りの鉄道駅
- JR九州長崎本線・島原鉄道諫早駅から徒歩約10分。

最寄りのバス停
- 長崎県営バス諫早商高前バス停、永昌町バス停、御館山公園口バス停

最寄りの国道
- 国道207号

最寄りの交差点
- 永昌町交差点（ローソンの裏に校舎がある）
- 宇都町交差点（レストラン牛右衛門の裏に校舎がある）

## 周辺
- 御館山公園（みたちやま）
  - 御館山 (99.9m)
  - 御館山公園
  - 諫早文化会館
- 永昌郵便局
- 長崎県立総合運動公園